# Dmitri Mezhevich
Dmitri Evgénievich Mezhevich (Moscú, 19 de diciembre de 1940-Moscú, 8 de marzo de 2017) fue un actor y cantautor ruso.
Trabajó mucho en el Teatro de la Taganka, donde interpretó papeles en obras como el "Tartufo", "Hamlet" o "El alma buena de Szechwan".
Estudió oboe, pero finalmente se decantó por la guitarra. Bulat Okudzhava le dedicó una canción.